# 32-es főút (Magyarország)
A 32-es számú főút a Jászságon keresztülhaladva köti össze Hatvant és Szolnokot. Hossza 80 km.

## Fekvése
Hatvan és Hort határából az M3-as autópálya elágazásaként ered, majd rövidesen keresztezi a 3-as főutat Hatvan keleti részén. Déli-délkeleti irányban halad keresztül Pusztamonostoron és éri el Jászberényt. Itt az út áthalad a belvároson (míg a 31-es főút elkerüli a várost), majd halad tovább Jásztelek, Alattyán, Jánoshida, Jászalsószentgyörgy érintésével, Szászberek, Újszász és Zagyvarékas közvetlen közelében. Szolnokon áthaladva a 4-es főútba csatlakozva ér véget.

## Története
1934-ben még csak rövid szakaszai bírtak főúti besorolással: a kereskedelem- és közlekedésügyi miniszter 70 846/1934. számú rendelete értelmében az akkori 32-es számú, Füzesabony-Abony közti másodrendű főút része volt egy szakasza Újszász keleti részén, egy másik szakasza pedig 321-es útszámmal harmadrendű főút Zagyvarékas és Szolnok között. (A szolnoki vasútállomás térségétől a város nyugati határszéléig húzódó, jelenleg a 32-eshez tartozó szakasz a 4-es főút része volt már akkor is, s maradt később is, egészen a szolnoki déli elkerülő átadásáig.) Jászberény és Újszász közti szakaszát a rendelet alapján 1937-ben készült térkép mellékútként szerepelteti, egyéb szakaszait pedig még akként sem tünteti fel. A második világháború idején, az első és második bécsi döntések utáni időszakban is a Füzesabony-Abony útvonal viselte ezt az útszámozást.
Egy dátum nélküli, feltehetőleg 1950 körül készült közúthálózati térkép viszont már lényegében a teljes mai hosszában másodrendű főútként tünteti fel, a jelenlegivel azonos számozással.